# Acritas bilineatus
Acritas bilineatus is een hooiwagen uit de familie Cosmetidae. De wetenschappelijke naam van Acritas bilineatus gaat  terug op Sørensen.